# Piłka ręczna na Letnich Igrzyskach Olimpijskich 2016 – afrykański turniej kwalifikacyjny kobiet
Afrykańskie kwalifikacje do olimpijskiego turnieju piłki ręcznej 2016 miały na celu wyłonienie żeńskiej reprezentacji narodowej w piłce ręcznej, która wystąpi w tym turnieju jako przedstawiciel Afryki.
Turniej odbył się z udziałem czterech drużyn w dniach 19–21 marca 2015 roku w Luandzie. Zespoły rywalizowały systemem kołowym w ciągu trzech meczowych dni, a niepokonana okazała się reprezentacja Angoli.
| 19 marca 201519:30 | Angola | 38:21(20:10) | Senegal | Pavilhão da Cidadela, Luanda |
| 19 marca 201519:30 |        | 38:21(20:10) |         | Pavilhão da Cidadela, Luanda |

| 19 marca 201521:30 | Tunezja | 26:21(14:11) | Demokratyczna Republika Konga | Pavilhão da Cidadela, Luanda |
| 19 marca 201521:30 |         | 26:21(14:11) |                               | Pavilhão da Cidadela, Luanda |

| 20 marca 201518:00 | Tunezja | 25:19(13:13) | Senegal | Pavilhão da Cidadela, Luanda |
| 20 marca 201518:00 |         | 25:19(13:13) |         | Pavilhão da Cidadela, Luanda |

| 20 marca 201520:00 | Angola | 36:28(19:13) | Demokratyczna Republika Konga | Pavilhão da Cidadela, Luanda |
| 20 marca 201520:00 |        | 36:28(19:13) |                               | Pavilhão da Cidadela, Luanda |

| 21 marca 201518:00 | Senegal | 25:22(11:14) | Demokratyczna Republika Konga | Pavilhão da Cidadela, Luanda |
| 21 marca 201518:00 |         | 25:22(11:14) |                               | Pavilhão da Cidadela, Luanda |

| 21 marca 201520:00 | Angola | 26:23(10:12) | Tunezja | Pavilhão da Cidadela, Luanda |
| 21 marca 201520:00 |        | 26:23(10:12) |         | Pavilhão da Cidadela, Luanda |